# David Awschalom
David D. Awschalom (Baton Rouge, Luisiana, Estados Unidos, 11 de octubre de 1956) es un físico experimental estadounidense de materia condensada.

## Trayectoria
Es mejor conocido por su trabajo en espintrónica en semiconductores. Awschalom se graduó de la Universidad de Illinois en Urbana-Champaign con una licenciatura en física. Recibió un doctorado en física experimental de la Universidad Cornell. Es director del Chicago Quantum Exchange y profesor de Ingeniería Molecular en la Escuela de Ingeniería Molecular Pritzker de la Universidad de Chicago. Anteriormente se desempeñó como director del Instituto de Nanosistemas de California y fue profesor en el departamento de física de la Universidad de California en Santa Bárbara, así como miembro asociado de la facultad en el departamento de ingeniería eléctrica e informática.
Es miembro de la Sociedad de Investigación de Materiales, Academia Nacional de Ingeniería y varias organizaciones.